# Thelymyia saltuum
Thelymyia saltuum là một loài ruồi trong họ Tachinidae.